# Peirens
Peirens (en francès Peyrens) és un municipi del departament de l'Aude a la regió francesa d'Occitània.